# روز وحدت (روسیه)

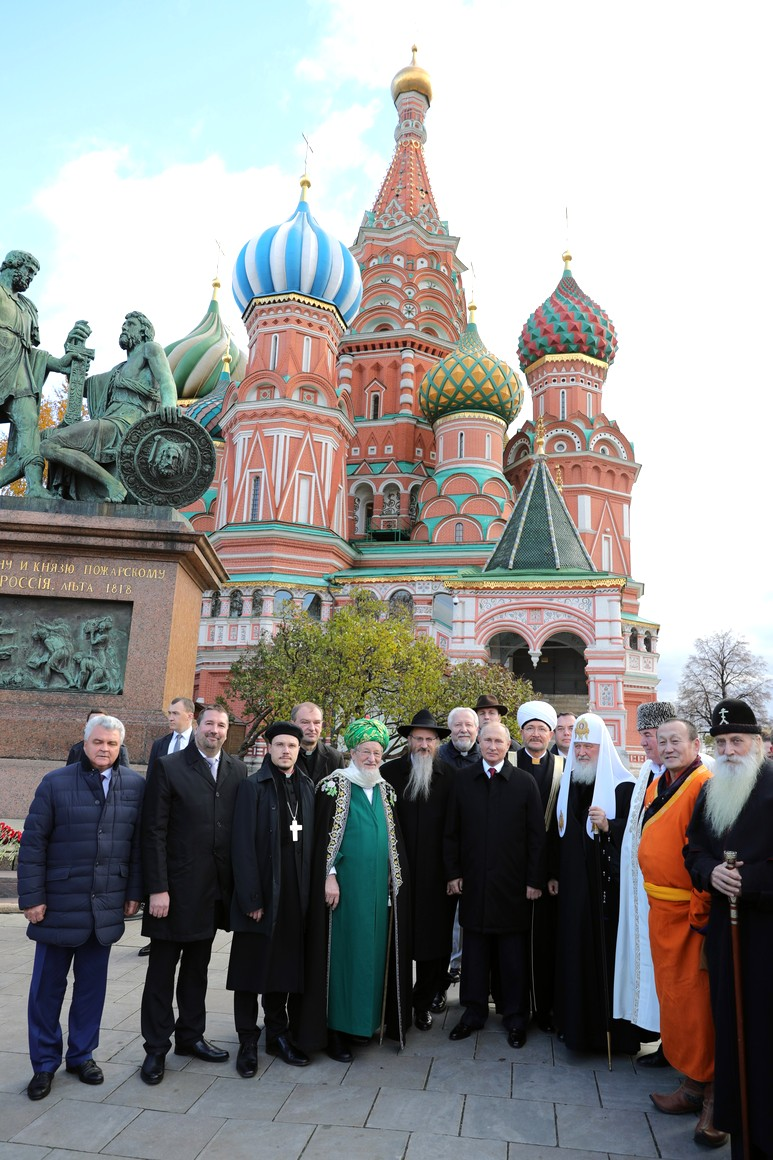
جشن‌ها در بنای یادبود مینین و پوژارسکی در مسکو، ۲۰۱۸

روز وحدت که به آن روز وحدت ملی نیز می‌گویند (روسی: День народного единства، ت. «Denʹ narodnogo yedinstva») و روز وحدت مردم، یک تعطیلی ملی در روسیه است که در 4 November [سبک قدیمی: 22 October] برگزار می‌شود. . این روز، یادبود قیام مردمی است که به اشغال مسکو توسط لهستان در نوامبر ۱۶۱۲ پایان داد، و به‌طور کلی، پایان دوران آشوب و نقطه عطف مداخله لهستان در روسیه است.
نام این روز به این ایده اشاره دارد که همه طبقات جامعه روسیه برای حفظ استقلال روسیه متحد شدند، زمانی که نه تزار و نه پاتریارک برای هدایت آنها وجود نداشت. در سال ۱۶۱۳، تزار میخائیل رومانوف تعطیلاتی را به نام روز آزادی مسکو از مهاجمان لهستانی تأسیس کرد. این روز تا سال ۱۹۱۷ در امپراتوری روسیه جشن گرفته می‌شد، تا اینکه با روز انقلاب اکتبر، یادبود انقلاب روسیه، جایگزین شد. روز وحدت در سال ۲۰۰۵ توسط فدراسیون روسیه دوباره برقرار شد، از آن زمان به بعد، وقایع سال ۱۶۱۲ به جای وقایع سال ۱۹۱۷، هر ساله در ۴ نوامبر جشن گرفته می‌شود. این روز همچنین روز جشن نماد ارتدکس روسی بانوی کازان است.

## تاریخچه
یکی از مبتکران تأسیس این تعطیلات ولادیسلاو سورکوف بود:
جهان روسی چیست؟ من زمانی این ایده را در ساختار سیاست دولتی وارد کردم، زمانی که تاریخ‌های ایدئولوژیک را تغییر دادیم: ما روز انقلاب اکتبر روز جشن انقلاب سوسیالیستی را لغو کردیم و روز وحدت ملی را معرفی کردیم. در روسیه، هیچ تعطیلی با رویدادهای قبل از انقلاب اکتبر انقلاب مرتبط نبود. این روز در اصل به روز ناسیونالیسم روسی تبدیل شد. چنین وظیفه ای وجود داشت: چگونه در مورد امپراتوری صحبت کنیم، در مورد تمایل خود برای گسترش، اما در عین حال گوش جامعه جهانی را آزرده نسازیم.
در ۲۹ سپتامبر ۲۰۰۴، پاتریارک الکسی دوم مسکو علناً از ابتکار دوما برای تعیین ۴ نوامبر به عنوان روز وحدت حمایت کرد و اظهار داشت: «این روز به ما یادآوری می‌کند که چگونه در سال ۱۶۱۲ روس‌ها از ادیان و ملیت‌های مختلف بر تفرقه غلبه کردند، بر دشمنی سرسخت غلبه کردند و کشور را به سوی صلح مدنی پایدار هدایت کردند.»
در ۴ اکتبر، این ابتکار عمل توسط معاون اول رئیس فراکسیون روسیه متحد، والری بوگومولوف، علناً حمایت شد. بوگومولوف در مصاحبه‌ای با ریانووستی اظهار داشت که «در سال ۱۶۱۲، روسیه از اشغالگران لهستانی آزاد شد و «دوران ناآرامی» به پایان رسید.»
در ۲۸ اکتبر ۲۰۰۴، در میدان تئاترالنایا در ساراتوف، به ابتکار اتاق عمومی منطقه و پارلمان جوانان منطقه، تجمعی ۸۰۰۰ نفری از جوانان و نمایندگان سازمان‌های عمومی در حمایت از روند اصلاحات انجام شده توسط ولادیمیر پوتین، رئیس‌جمهور فدراسیون روسیه، برگزار شد. سخنرانان از ابتکار نامگذاری جشن ۴ نوامبر به عنوان روز وحدت ملی که در پیام شرکت‌کنندگان در تجمع به رئیس‌جمهور پوتین نیز گنجانده شده بود، حمایت کردند.
در ۲۳ نوامبر ۲۰۰۴، لایحه‌ای برای بررسی اصلاحات قانون کار فدراسیون روسیه به دومای دولتی ارائه شد: لغو جشن ۷ نوامبر - سالگرد انقلاب سوسیالیستی اکتبر کبیر و ۱۲ دسامبر - روز قانون اساسی، افزایش تعطیلات سال نو از ۲ به ۵ روز، و همچنین معرفی یک تعطیلات جدید در ۴ نوامبر. نویسندگان این لایحه والری بوگومولوف، اولگ یرمایف (روسیه متحد) و ولادیمیر ژیرینوفسکی (حزب لیبرال دموکرات روسیه) هستند.
دوما این لایحه را در اولین قرائت تصویب کرد. کمونیست‌ها با آن مخالفت کردند.
در ۲۷ دسامبر ۲۰۰۴، این پیش‌نویس در سومین جلسه رأی‌گیری تصویب و به قانون تبدیل شد. ۳۲۷ نماینده به آن رأی مثبت، ۱۰۴ نماینده (که همگی کمونیست بودند) رأی منفی و دو نماینده رأی ممتنع دادند.

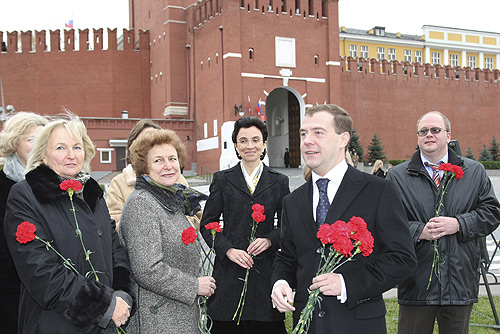
رئیس‌جمهور دیمیتری مدودف در حال اهدای گل به بنای یادبود مینین و پوژارسکی در میدان سرخ در سال ۲۰۰۸

## پذیرش
طبق یک نظرسنجی در سال ۲۰۰۷، تنها ۲۳ درصد از روس‌ها نام این تعطیلات را می‌دانند، که نسبت به ۸ درصد در سال ۲۰۰۵ افزایش یافته است. ۲۲ درصد این تعطیلات را روز توافق و آشتی، نام تعطیلات ۷ نوامبر در دهه ۱۹۹۰، می‌دانستند. تنها ۴ درصد می‌دانستند که این تعطیلات یادبود آزادسازی مسکو از مهاجمان لهستانی-لیتوانیایی است و در سال ۲۰۰۵، این تعداد تنها ۵ درصد بود.